# سيسيليا مالمستروم
آنا سيسيليا مالمستروم (بالإنجليزية: Anna Cecilia Malmström) من مواليد 15 مايو 1968 هي سياسية سويدية شغلت منصب المفوض الأوروبي للتجارة من 2014 إلى 2019. كما شغلت سابقًا منصب المفوض الأوروبي للشؤون الداخلية من 2010 إلى 2014 ووزير شؤون الاتحاد الأوروبي في السويد من 2006 إلى 2010 كما شغلت منصب عضو في البرلمان الأوروبي من 1999 إلى 2006.